# سعيد الزياني
سعيد الزياني ( 1 ديسمبر 1952 الرباط - 8 أكتوبر 2009 ،أبوظبي) داعية قطري من أصل مغربي ، كان مطرباً وفناناً ومؤلفاً وملحناً وممثلاً ومعداً و مخرجاً ومقدماً للبرامج في الإذاعة و التلفزة المغربية ثم في إذاعة البحر الأبيض المتوسط الدولية ميدي 1 حتى العام 1984 م.
في عام 1984 م أعلن اعتزاله وتفرغ لطلب العلم الشرعي والدعوة. عمل بميدان الصحافة والإعلام وعين واعظاً وخطيباً بدولة قطر التي استقر بها منذ بداية عام 1993 وهي مركز أنشطته وحركته الدعوية إلى الكثير من بلاد العالم حيث منحته حكومة قطر جنسيتها. كما أن له أنشطة كثيرة بإمارة الشارقة وغيرها من إمارات الدولة. سنة 1999 تعرض لحادثة سير خطيرة أثناء عودته من السعودية إلى قطر.

## وفاته
تُوفِّي يوم الخميس 8 أكتوبر 2009 إثر تعرضه لحادث أليم على مشارف مدينة أبوظبي، حيث كان عائدًا من السعودية.